# Mabra elephantophila
Mabra elephantophila is een vlinder van de familie van de grasmotten (Crambidae). De wetenschappelijke naam van deze soort is voor het eerst voorgesteld door Hans Bänziger in een publicatie uit 1985. De spanwijdte van het mannetje bedraagt 15,5 tot 18,5 millimeter.

## Verspreiding
De soort komt voor in China (Yunnan) en Noord-Thailand.

## Biologie
De vlinder voedt zich met lichaamssappen van grotere zoogdieren, voornamelijk van Aziatische olifant (vandaar de naam elephantophila), maar ook van waterbuffel. De vliegtijd van de mannetjes valt grotendeels samen met het regenseizoen.